# Инцидент с DC-10 над Уинсором
Инцидент с DC-10 над Уинсором (также известный как Уинсорский инцидент) — авиационный инцидент, произошедший в понедельник 12 июня 1972 года в небе около Уинсора (Онтарио, Канада). Авиалайнер McDonnell Douglas DC-10-10 авиакомпании American Airlines выполнял плановый внутренний рейс AA 096 по маршруту Лос-Анджелес—Детройт—Буффало—Нью-Йорк, но через 5 минут после вылета из Детройта на высоте примерно 3580 метров у него оторвалась дверь заднего грузового отсека и это создало взрывную декомпрессию, в результате которой пол в салоне был проломлен и были оборваны кабели управления хвостовым оперением; также обломками были повреждены двигатель №2 (центральный) и левый горизонтальный хвостовой стабилизатор. Несмотря на частичную потерю управления, экипаж сумел восстановить контроль над самолётом и вернуться в Детройт. Никто из находившихся на борту самолёта 67 человек (56 пассажиров и 11 членов экипажа) не погиб, но 11 из них (9 пассажиров и 2 стюардессы) получили незначительные травмы.
Вероятной причиной инцидента были названы конструктивные недостатки запорного механизма двери заднего грузового отсека самолётов DC-10, в результате чего наземный персонал мог решить, что дверь закрыта, тогда как на самом деле дверные защёлки не были зафиксированы в закрытом положении. Компании-производителю самолёта было указано доработать конструкцию задней грузовой двери, чтобы избежать повторения инцидента, но через 2 года под Парижем по этой же причине разбился рейс Turkish Airlines-981, в результате чего погибли 346 человек, что делало её крупнейшей авиакатастрофой в истории до столкновения двух Boeing 747 на Тенерифе.

## Самолёт
McDonnell Douglas DC-10-10 (регистрационный номер N103AA, заводской 46503, серийный 005 — 5-й по счёту DC-10) был выпущен компанией «McDonnell Douglas» 11 февраля 1971 года, а 28 июля продан авиакомпании American Airlines, где на следующий день (29 июля) получил бортовой номер N103AA, являясь 3-м по счёту DC-10 в данной авиакомпании. Оснащён тремя газотурбинными двигателями General Electric CF6-6D. В пассажирском салоне было 15 мест первого класса, 30 мест бизнес-класса, 120 мест в первом экономклассе и 100 мест во втором экономклассе. Самолёт был надлежащим образом сертифицирован и обслуживался в соответствии с требованиями авиакомпании и Федерального управления гражданской авиации. На день инцидента налетал 2142 часа 13 минут, в том числе 8 часов 47 минут с момента последнего периодического обслуживания. Последняя основная проверка проводилась 26 апреля 1972 года, после чего авиалайнер налетал 1825 часов.
Из замечаний по самолёту стоит отметить запись от 3 марта 1972 года, согласно которой дверь заднего грузового отсека не закрывалась на электрические защёлки, при том, что её можно зафиксировать вручную. Требовалась регулировка электрических приводов запорных механизмов двери, при этом на тот момент ещё не было директив лётной годности для грузовых дверей DC-10. Тем не менее, в выданном 30 марта 1972 года компанией «McDonnell Douglas» бюллетене по обслуживанию было указано, что рекомендуется замена электрических проводов к защёлкам грузовых дверей на провода с бо́льшим сечением. Но в авиакомпании American Airlines на момент происшествия эту рекомендацию не выполнили, так как она не была обязательной. Причина выпуска бюллетеня была указана в нём самом:
«Причина
Три оператора сообщили об отказе электрического привода защёлок для запирания/отпирания грузовой двери. Отказ привода защёлки приводит к значительному снижению выходного крутящего момента привода. Это условие может предотвратить электрическое запирание/отпирание фиксаторов. Невозможность создать необходимый вращающий момент приводит к необходимости вручную запирать/отпирать защёлки, что приводит к задержкам рейсов. Увеличение сечения провода от выключателей к исполнительным механизмам позволит снизить падение напряжения и обеспечить требуемый крутящий момент для работы защёлок крюков во всех ожидаемых условиях».

## Экипаж
Самолётом управлял опытный экипаж, состав которого был таким:
- Командир воздушного судна (КВС) — 52-летний Брайс Маккормик (англ. Bryce McCormick). Пилот 1-го класса, проработал в авиакомпании American Airlines 28 лет и 18 дней (с 26 мая 1944 года). Был квалифицирован для полётов на Douglas DC-6, DC-7, DC-10, Boeing 707, Boeing 727 и Convair 990. Налетал 24 048 часов, 56 из них на DC-10, включая 5,51 часов в данном рейсе[7].
- Второй пилот — 34-летний Питер Уитни (англ. Peter Whitney). Опытный пилот, проработал в авиакомпании American Airlines 6 лет и 9 месяцев (с 8 сентября 1965 года). Налетал 7947 часов, 75 из них на DC-10, включая 5,51 часов в данном рейсе[7].
- Бортинженер — 50-летний Клейтон Бёрк (англ. Clayton Burke). Проработал в авиакомпании American Airlines 18 лет и 2 месяца (с 15 марта 1954 года). Налетал 13 898 часов, 45 из них на DC-10, включая 5,51 часов в данном рейсе[7].

В салоне самолёта работали 8 стюардесс:
- Сидия Смит (англ. Cydya Smith) — старшая стюардесса. В American Airlines с 28 мая 1968 года, для полётов на DC-10 была квалифицирована в мае 1971 года[7].
- Беатрис Копленд (англ. Beatrice Copland). В American Airlines с 30 июля 1970 года, для полётов на DC-10 была квалифицирована в марте 1972 года[7].
- Дженис Хикингботтом (англ. Janice Hickingbottom). В American Airlines с 24 апреля 1969 года, для полётов на DC-10 была квалифицирована в октябре 1971 года[7].
- Коллин Мэйли (англ. Colleen Maley). В American Airlines с 20 мая 1971 года, для полётов на DC-10 была квалифицирована в январе 1972 года[7].
- Сандра Макконнелл (англ. Sandra McConnell). В American Airlines с 23 марта 1969 года, для полётов на DC-10 была квалифицирована в октябре 1971 года[7].
- Шарлотта Макги (англ. Charlotte McGhee). В American Airlines с 27 мая 1971 года, для полётов на DC-10 была квалифицирована в ноябре 1971 года[7].
- Кэрол Стивенс (англ. Carol Stephens). В American Airlines с 16 мая 1972 года, когда окончила школу стюардесс[7].
- Марлин Сэйде (англ. Marlene Saydeh). В American Airlines с 7 мая 1970 года, для полётов на DC-10 была квалифицирована в марте 1972 года[8].

## Хронология событий

### Вылет
McDonnell Douglas DC-10-10 борт N103AA выполнял плановый пассажирский рейс AA 096 из Лос-Анджелеса в Нью-Йорк с промежуточными посадками в Детройте и Буффало. Задержавшись в Лос-Анджелесе на 46 минут, рейс 096 вылетел в 14:36 и без происшествий прибыл в Детройт, где приземлился в 18:36. Здесь на борт погрузили авиатопливо, багаж и пассажиров. Расчётный взлётный вес составлял 136 480 килограммов, что было в пределах нормы. По воспоминаниям служащего аэропорта, который закрывал заднюю грузовую дверь, та закрылась с трудом, и даже пришлось постучать по ручке двери, чтобы защёлкнуть её, а также подпереть дверь коленом. Фактически это привело к тому, что запорный механизм оказался в слегка взведённом состоянии, хотя на пульте, по воспоминаниям бортинженера, сигнальная лампа открытия данной двери не горела.
В 19:11 рейс 096 начал руление к взлётной полосе. После получения разрешения на взлёт с ВПП №03R в 19:20 лайнер поднялся в воздух, пилотировал его в это время второй пилот. Выполнив взлёт, экипаж перешёл на связь с диспетчером вылета, который дал указание подниматься до высоты 1830 метров и входить в воздушный коридор V-554. После доклада о достижении данной высоты экипаж получил разрешение подниматься до эшелона FL210 (6400 метров) и перешёл на связь с диспетчерским центром в Кливленде.

### Отрыв двери грузового отсека
В 19:25, пролетая в районе канадского города Уинсор, рейс 096 с приборной скоростью 481 км/ч подходил к высоте 3580 метров, когда раздался громкий звук, похожий на шлепок. Одновременно кабина пилотов заполнилась пылью и мусором, педали управления рулём направления встали в положение, соответствующее крайнему левому положению руля, все три рычага управления двигателями (РУДы) перевелись в режим холостого хода, а сам авиалайнер резко развернуло вправо (по свидетельству командира экипажа, он на время был ослеплён и решил, что либо произошло столкновение в воздухе, либо они потеряли ветровое стекло). Командир сразу отключил автопилот и взял управление самолётом, сохраняя его на всём дальнейшем протяжении полёта. Двигатели №1 и 3 реагировали на движения их рычагов, а двигатель №2 — нет. Приборная скорость была стабилизирована на уровне 463 км/ч, что позволяло нормально управлять элеронами, тогда как руль высоты реагировал очень вяло. Руль направления не работал, а из-за того, что он был повёрнут вправо, самолёт также уводило вправо, для компенсации чего приходилось постоянно отклонять элероны влево. Экипаж объявил чрезвычайную ситуацию, после чего диспетчер дал разрешение возвращаться в Детройт.
По показаниям стюардесс, в момент инцидента салон лайнера сразу заполнился туманом и возник ветер. Стюардессы распознали разгерметизацию пассажирского салона, поэтому были развёрнуты кислородные маски для пассажиров. Также из-за декомпрессии пол в задней части салона провалился в грузовой отсек, а две сидевшие рядом стюардессы получили небольшие травмы, что, однако, не помешало им выполнять свои обязанности. По пути обратного следования в Детройт пассажиры были предупреждены о возможной аварийной посадке и проинструктированы о выполнении эвакуации из самолёта.

### Посадка
Заход на посадку в аэропорт Детройта выполнялся на полосу №03L. После длительного подхода, в 32 километрах от аэропорта был захвачен курсовой радиомаяк, после чего началось медленное снижение. Из-за отказа двигателя №2 и плохой работы руля высоты, высота полёта поддерживалась работой двигателей №1 и 3. Не зная характера повреждения хвостовой части, командир решил не сбрасывать топливо для уменьшения веса лайнера. При скорости 278 км/ч лайнер снижался с вертикальной скоростью 244 м/мин. Когда были выпущены шасси, а закрылки установлены на угол 35°, вертикальная скорость возросла до 457 м/мин, поэтому тяга двигателей была увеличена, а скорость полёта установилась на уровне 296—306 км/ч, при этом вертикальная скорость стабилизировалась на уровне 800 ф/мин (243,8 м/мин). Дальнейшее снижение выполнялось в данной конфигурации.
По свидетельству командира, самолёт снижался в строго горизонтальном положении (угол тангажа 0°), поэтому были опасения, что шасси разрушатся при такой посадке. Тогда перед самым касанием второй пилот с трудом отклонил руль высоты, заставив самолёт приподнять нос. В 19:44 рейс AA 096 приземлился на ВПП №03L в 580 метрах от входного торца, после чего его начало сразу уводить вправо. Командир задействовал реверсы двигателей №1 и 3, а для парирования разворачивающего момента полностью отклонил элероны влево. Самолёт, однако, продолжало уводить вправо, поэтому второй пилот, сохраняя реверс левого двигателя, выключил реверс на правом двигателе. Это действие возымело эффект, и лайнер теперь начало разворачивать влево. Промчавшись параллельно полосе 850 метров, лайнер вновь выехал на неё, пробежал по земле 2680 метров и остановился. Его переднее и основное левое шасси были на поверхности полосы, основное правое шасси — на земле. КВС объявил экстренную эвакуацию, после чего были развёрнуты аварийные трапы, по которым все пассажиры и члены экипажа покинули самолёт.

### Повреждения

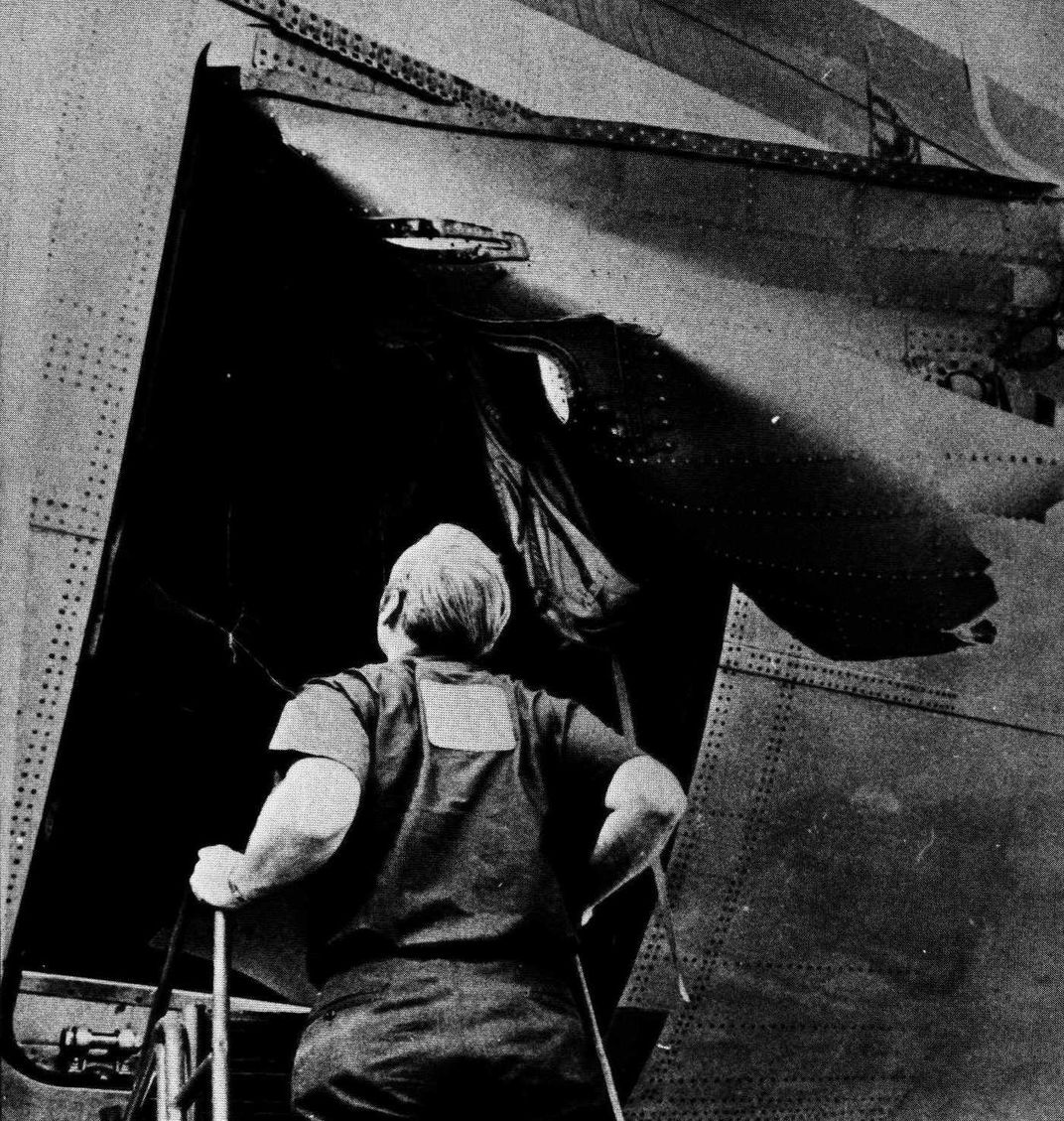
Последствия инцидента

Пол салона в левой задней части был проломлен, а 9 поперечных балок были разрушены на протяжении 1,8 метра. Круглый бар, установленный в задней части салона, был вырван. Обломки пола застряли в двигателе №2, а также разорвали несколько кабелей управления, в том числе один кабель левого стабилизатора и два кабеля рулей высоты. Дверь заднего грузового отсека оторвалась, слегка повредив фюзеляж выше неё и существенно повредив левый горизонтальный стабилизатор. Сама оторвавшаяся дверь была найдена в поле в нескольких милях от аэропорта Детройта.
В результате инцидента небольшие травмы получили 11 человек (2 стюардессы и 9 пассажиров), но никто из 67 человек на борту самолёта не погиб.

## Расследование

### Причины
«Национальный совет по безопасности на транспорте (NTSB) считает, что вероятной причиной этого инцидента стало неверное состояние фиксирующего механизма двери заднего грузового отсека во время подготовки самолёта к полёту. Конструктивные особенности запорного механизма двери разрешали визуально закрыть дверь, тогда как фактически защёлки не доходили до конца и фиксирующие штифты не были полностью зафиксированы».

### Рекомендации
Уже в начале расследования было установлено, что на открывшейся, а затем отделившейся двери грузового отсека несколько замков не были зафиксированы в закрытом положении. Конструкция двери грузового отсека не должна была позволить самолёту вылететь с неправильно закрытой дверью. Также в этом случае ручку двери невозможно было уложить в отверстие.
Но проведённые тесты показали, что ручка может быть уложена и без блокировки запорных механизмов. При некоторой комбинации действий рабочих для укладки ручки потребовалось усилие около 54 килограммов. При этом в ходе испытаний наблюдался изгиб скользящей трубки замка, которая, воздействуя на заднюю крышку трубы, взаимодействовала с микровыключателем индикатора в кабине пилотов. В результате случайно можно было замкнуть этот микровыключатель, и у пилотов гас световой индикатор открытия грузовой двери.
В случае, если в грузовом отсеке произойдёт резкое падение давления, то это не должно ставить под угрозу безопасность полёта. Так потеря двери и разгерметизация салона привели к потере управления рулём направления, сильно ограничили управление рулём высоты и полностью разрушили органы управления двигателем № 2. В это время уже проводились инспекционные проверки дверей самолётов DC-10, а также решался вопрос по улучшению конструкции запорного механизма двери. Но доработка конструкции пола салона должна была полностью исключить подобные происшествия.
На основании этого, 6 июля 1972 года NTSB дал Федеральному управлению гражданской авиации США следующие рекомендации:
1. Потребовать модернизацию грузовой двери на DC-10 системой блокировки, чтобы исключить установку внешней блокирующей рукояти и вентиляционной двери в положение, соответствующее запертой двери, если фиксирующие штифты не установлены полностью[12].
2. Потребовать установку дополнительных вентиляционных отверстий между пассажирским салоном и задним грузовым отсеком, чтобы минимизировать нагрузку на пол салона от разницы давлений при внезапной разгерметизации грузового отсека[12].

Окончательный отчёт расследования NTSB был опубликован 28 февраля 1973 года.

## Последствия

### Дальнейшая судьба самолёта
После инцидента борт N103AA был восстановлен и продолжил эксплуатироваться в American Airlines. В 1993 году он был отставлен от работы и поставлен на хранение. В 1996 году авиалайнер приобрела авиакомпания FedEx, которая планировала переделать его в грузовой. Однако самолёт так и не был переделан, а в 2002 году был списан и разделан на металлолом.

### Катастрофа в Эрменонвиле
3 марта 1974 года, через 628 дней после «Уинсорского инцидента», во Франции (в 37 километрах от Парижа) через несколько минут после взлёта разбился DC-10-10 Turkish Airlines, в результате чего погибли все находившиеся на борту 346 человек, что тогда делало эту авиакатастрофу крупнейшей в мире.
В ходе расследования было установлено, что катастрофа произошла по той же причине, что и в случае с инцидентом над Уинсором. Несмотря на рекомендации NTSB, ни одно из них не было выполнено на разбившемся самолёте. Всё, чем ограничилась «McDonnell Douglas», это установка смотрового окна на двери для проверки положения фиксаторов, а рядом с окном была наклеена инструкция. В случае же с турецким самолётом, надписи на табличке были выполнены на английском и турецком языках, тогда как грузчик в аэропорту Парижа Мохаммед Махмуди (англ. Mohammed Mahmoudi), который закрывал дверь, был по национальности алжирцем и не знал этих языков, а потому не проконтролировал надёжность закрытия грузовой двери.

## Культурные аспекты
Инцидент с рейсом 096 American Airlines показан в 5 сезоне канадского документального телесериала Расследования авиакатастроф в серии За закрытыми дверями.

### Комментарии
1. ↑  Здесь и далее указано Североамериканское восточное время — EST